# Žiri
Žiri je město a správní středisko stejnojmenné občiny ve Slovinsku v Hornokraňském regionu. Nachází se u břehu řeky Sory, asi 38 km západně od Lublaně. V roce 2019 zde trvale žilo 3 596 obyvatel.
Městem prochází silnice 408. Sousedními městy jsou Idrija, Logatec, Škofja Loka a Vrhnika.